# Jan Sobczak (historyk)
Jan Sobczak (ur. 3 czerwca 1932, zm. 8 sierpnia 2013) – polski profesor, dr hab. (emerytowany profesor UWM), nauki historyczne, nauki o polityce, specjalność: dzieje myśli politycznej, najnowsza historia powszechna i Polski.

## Życiorys
Urodzony 3 czerwca 1932 r. we wsi Gorczyn pod Łaskiem w woj. łódzkim w rodzinie chłopskiej, następnie zamieszkały w pobliskiej wsi Mauryca. W czasie okupacji hitlerowskiej wysiedlony wraz z rodzicami do wsi Kraczewice w pow. puławskim w tzw. Generalnym Protektoracie. W 1950 ukończył  z wyróżnieniem Państwowe Gimnazjum i Liceum im. Tadeusza Kościuszki w Łasku, a następnie absolwent Wyższej Szkoły Ekonomicznej w Łodzi (1953) i Uniwersytetu Warszawskiego (1955). Przez ostatnie lata życia związany z Olsztynem, wcześniej związany był z ośrodkami akademickimi w Łodzi, Poznaniu i Warszawie, krócej także Łowicza, Iławy i Elbląga. Doktorat uzyskał w 1975 w Instytucie Historii UAM w Poznaniu na podstawie rozprawy Współpraca SDKPiL z SDPRR w latach 1893–1907 (Geneza zjednoczenia SDKPiL i jej stanowisko wobec podstawowych problemów walki wewnątrzpartyjnej w SDPRR)” (promotor: prof. Jerzy Ochmański). Habilitował się również w IH UAM w 1979 r. na podstawie rozprawy Lenin a Polacy i sprawa polska. (Studium z zakresu polskich kontaktów Lenina oraz percepcji idei leninowskich w polskim ruchu robotniczym 1887–1924). Od 2000 r. profesor nauk humanistycznych. Od 2003 na emeryturze. Kilka lat spędził w Moskwie, na aspiranturze w Państwowym Uniwersytecie Moskiewskim im. M. Łomonosowa i na kontrakcie naukowym w Instytucie Słowianoznawstwa i Bałkanistyki Rosyjskiej Akademii Nauk, gdzie w archiwach gromadził materiały do badań na temat historii Rosji (wiek XIX).
W latach 1962–1976 był członkiem redakcji kwartalnika KC PZPR Z Pola Walki. Autor haseł w Polskim Słowniku Biograficznym i Słowniku biograficznym działaczy polskiego ruchu robotniczego. W październiku 1981 powołany przez Plenum Komitetu Centralnego PZPR w skład Zespołu dla przygotowania naukowej syntezy dziejów polskiego ruchu robotniczego.
Pełnił funkcję prorektora Wyższej Szkoły Nauk Społecznych w Warszawie, dyrektora najpierw Instytutu Ruchu Robotniczego WSNS, a potem od 2000 do 2002 dyrektora Instytutu Historii i Stosunków Międzynarodowych Uniwersytetu Warmińsko-Mazurskiego w Olsztynie, członka Senatu akademickiego Wyższej Szkoły Pedagogicznej a następnie UWM, przewodniczącego Kolegium Redakcyjnego Wydawnictw WSP, redaktora naczelnego i przewodniczącego Komitetu Redakcyjnego rocznika UWM Echa Przeszłości. Ponadto liczne rady naukowe i kolegia redakcyjne oraz komisje naukowe, także Polskiej Akademii Nauk. Był członkiem Komitetu Redakcyjnego rocznika UWM Echa Przeszłości  i czasopisma tegoż Uniwersytetu Przegląd Wschodnioeuropejski, członkiem Rady Naukowej Centrum Badań Europy Wschodniej UWM. W Akademii Humanistycznej od 2004 r. praca na etacie prof. zwycz. członek Komitetu Redakcyjnego „Rocznika Nauk Politycznych”. Poza tym był członkiem rzeczywistym Związku Autorów i Kompozytorów Zaiks, Polskiego Towarzystwa Historycznego i Towarzystwa Naukowego im. W. Kętrzyńskiego w Olsztynie. Stały współpracownik ilustrowanego miesięcznika Warmii, Mazur i Powiśla Nowe Życie Olsztyna.
Zajęcia dydaktyczne dotyczyły:
- Historia Rosji – wykłady i seminaria magisterskie w Uniwersytecie Warmińsko-Mazurskim
- historia powszechna XIX i XX wieku, stosunki międzynarodowe, historia administracji – wykłady i seminaria licencjackie oraz magisterskie na Wydziale Nauk Politycznych i na Wydziale Administracji Akademii Humanistycznej.

Wyróżniony odznaczeniami państwowymi, w tym Krzyżem Oficerskim orderu Polonia Restituta (1984), Złota odznaka Za Zasługi dla Warszawy (1983), Medal Komisji Edukacji Narodowej (2002), Honorowa Odznaka UWM (2003), medalami X-lecia Wydziału Humanistycznego UWM (2010) i Wydziału Prawa i Administracji UWM (2011).
Zainteresowania i osiągnięcia naukowo-badawcze: najnowsza historia powszechna i Polski oraz biografistyka, a w tych ramach badawczo w szczególności dzieje schyłkowego okresu caratu w Rosji, w tym biografia cesarza Mikołaja II, historia myśli społeczno-politycznej oraz historia administracji publicznej, zwłaszcza samorządowej. Autor łącznie z artykułami monograficznymi w księgach zbiorowych i czasopismach naukowych oraz publikacjami pomniejszymi 610 prac, w tym 19 książek. Promotor 4 obronionych prac doktorskich i ok. 500 licencjackich i magisterskich. Uczestniczył z referatami na licznych konferencjach naukowych – krajowych i zagranicznych (w tym m.in. w Hawanie, Ułan Bator, Moskwie, Leningradzie, Tbilisi, Belgradzie, Berlinie, Budapeszcie i Pradze).
Żona Irena Marianna (ur. 1934 r. w Ossowie); córka Wanda Milana (ur. 1960 r. w Moskwie), urzędniczka w administracji państwowej; wnuczka Katarzyna Fortuna (ur. 9 maja 1993 r. w Warszawie). Hobby: prowadzenie dziennika (od 1955 r.), numizmatyka, bieżące życie polityczne.

## Odznaczenia i nagrody
- Krzyż Oficerski Orderu Odrodzenia Polski
- Krzyż Kawalerski Orderu Odrodzenia Polski[7]
- Złoty Krzyż Zasługi[7]
- Medal Komisji Edukacji Narodowej[7]
- Złota Odznaka Honorowa „Za Zasługi dla Warszawy”[7]
- Nagroda (zespołowa, wspólnie z prof. Ludwikiem Bazylowem) Trybuny Ludu za redakcję naukową "Encyklopedii Rewolucji Październikowej" (1978)[8]
- Nagroda im. Ludwika Waryńskiego (1983) za książkę "Współpraca SDKPiL z SDPRR, 1893–1907"[9]

## Wybrane publikacje
- Pierwsze  dni  rewolucji. Kronika, 6 XI–3 XII 1917 r., Warszawa  1967, Wyd. MON, ss. 469; Wyd. II popr., Warszawa 1977, Wyd. MON, ss. 483.
- Encyklopedia  Rewolucji  Październikowej, Red. naukowi L. Bazylow i  J. Sobczak. Warszawa 1977, "Wiedza Powszechna", ss. 489; wyd. II – Warszawa 1987, "Wiedza Powszechna", ss. 489.
- Współpraca SDKPiL z SDPRR, 1893–1907 (Geneza zjednoczenia i stanowisko SDKPiL wewnątrz SDPRR), Warszawa 1980, KiW, ss. 746.
- [Współautor] Postacie z przełomu wieków. Z kręgu działaczy SDKPiL, Warszawa 1983, KAW, ss. 446.
- Rosja XIX i XX wieku. Studia i szkice,  pod redakcją Jana Sobczaka, Olsztyn 1998, Wyd. WSP, ss. 269.
- Idee samorządowe w Europie i w Polsce XIX i początku XX w.,  Iława 1999, Szkoła Wyższa im. P. Włodkowica w Płocku, filia uczelni w Iławie, ss. 62.
- Cesarz Mikołaj II, 1868 – 1900. Młodość i pierwsze lata panowania. Cz. 1: Młodość, cz.2: Na tronie, Olsztyn 1998 [1999], Wydawn. WSP, ss. 362+284.
- O  Rosji nieco inaczej. Szkice i eseje z dziejów politycznych Rosji XVIII–XX w., Olsztyn 2001, Wyd. UWM, ss. 252.
- [Red. z Z. Anculewiczem] Europa a Rosja (opinie, konflikty, współpraca), Olsztyn 2002,
- Liberał  z usposobienia, autokrata na tronie. Postać i pierwsze  lata  panowania  cesarza Mikołaja II, Toruń 2003, Wyd. A. Marszałka, ss. 620.
- [Współautor] Zapomniany polemista i apostata doktryny Róży Luksemburg. Stanisław Trusiewicz-Zalewski (1871–1918),  Elbląg 2004, Wyd. EUH-E, ss. 262.
- [Red. z J. Gancewskim] Europa a Rosja. Przeszłość, teraźniejszość, przyszłość, Elbląg 2005.
- Warszawski epizod w życiu profesora Antoniego Czubińskiego. Z kart dziennika 1971–1974, Poznań 2005, ss. 289.
- Rosyjskie ścieżki Klio. Wybór szkiców i esejów historycznych oraz fragmentów „Dziennika" Autora wydany z okazji Jego 70. rocznicy urodzin, Pułtusk-Warszawa 2007, wyd. Akademii Humanistycznej im. Aleksandra Gieysztora, ss. 402.
- Mikołaj II – ostatni car Rosji. Studium postaci i ewolucji władzy, Pułtusk-Warszawa 2009, Bellona, ss., Akademia Humanistyczna im. Aleksandra Gieysztora, Oficyna Wydawnicza Aspra-JR, ss. 580+ilustr.
- Nicholas II – the last  tsar  of all the Russias. The study of personage and the evolution of power, translated by Iwona Hetman, Olsztyn 2010, Centrum Badań Europy Wschodniej UW-M, pp. 329.
- Historiograficzne kontrowersje i polityczne spory wokół morderstwa w Jekaterynburgu. Cz. I, "Echa przeszłości" T.X. :2009, s.237–265.
- Zainteresowanie historią – pasją ostatnich Romanowów [w:] Przeszłość i teraźniejszość. Prace ofiarowane Profesorowi Adamowi Koseskiemu w siedemdziesiątą rocznicę urodzin, Komitet Redakcyjny: Marian Dygo, Zbigniew Leszczyński, Radosław Lolo, Marek Nadolski, Bronisław Nowak, Jan Rodzim, Jan Sobczak Akademia Humanistyczna im. Aleksandra Gieysztora, Pułtusk 2009, s. 141–169.
- Z Rosją nie zawsze razem, ale i nie zawsze przeciw niej! (przyczynek do polityki wschodniej i stanu badań nad nią), „Przegląd Wschodnioeuropejski" Olsztyn T. I: 2010, s. 11–28.
- Uroczystości rosyjskie z września 1912 r. w setną rocznice bitwy pod Borodino, [w:] Między Odrą a Uralem. Księga dedykowana Profesorowi Władysławowi Serczykowi, pod redakcją Wacława Wierzbieńca, Wydawnictwo Uniwersytetu Rzeszowskiego, Rzeszów 2010, s. 327–30.
- Aleksy (1904–1918) – ostatni cesarzewicz i następca tronu rosyjskiego [w:] Studia z dziejów Europy Wschodniej pod redakcje Grzegorza Blaszczyka i Piotra Kraszewskiego, Księga pamiątkowa dedykowana Profesorowi Arturowi Kijasowi w 70. rocznicę urodzin, Wydawnictwo Poznańskiego Towarzystwa Przyjaciół Nauk, Poznań 2010, s. 267–287.
- Mikołaj II a narody Europy Środkowowschodniej w początkowej fazie I wojny światowej (1914–1915), „Obóz” 2009 [faktycznie styczeń 2011] z. 51–52: Wolność i bezpieczeństwo narodów Europy Środkowo-Wschodniej w XIX i XX wieku pod red. Elżbiety Znamierowskiej-Rakk, T. II, s. 43-89.
- W przygotowaniu do druku w warszawskim wyd. „Aspra”: Zmierzch ery Gorbaczowa i triumf Jelcyna, mój znikający świat….. (z „dziennika moskiewskiego” 1990 – 1992).  Z przedmową – Eugeniusza Duraczyńskiego i posłowiem Norberta Kasparka